# Ребел Риџ
Ребел Риџ (енгл. Rebel Ridge) амерички је филмски трилер из 2024. у режији и по сценарију Џеремија Солнијеа. Главну улогу тумачи Арон Пјер као Тери Ричмонд, бивши маринац чија су средства потребна да положи кауцију за свог рођака неправедно заплењена од стране корумпираних полицијских снага.
Приказан је 6. септембра 2024. путем платформе Netflix. Добио је позитивне рецензије критичара.

## Радња
Бивши маринац бори се против корупције у градићу кад локална полиција неправедно заплени врећу новца која му треба да извуче брата из затвора.

## Улоге
| Глумац        | Улога          |
| ------------- | -------------- |
| Арон Пјер     | Тери Ричмонд   |
| Дон Џонсон    | Сенди Берн     |
| Анасофија Роб | Самер Макбрајд |
| Дејвид Денман | Еван Марстон   |
| Емори Коен    | Стив Лан       |
| Стив Зисис    | Елиот          |
| Жане Џеј      | Џесика Симс    |
| Дејна Ли      | господин Љу    |
| Џејмс Кромвел | судија         |